# تاداشي ياماموتو
تاداشي ياماموتو هو شخصية أعمال ياباني، ولد في 11 مارس 1936، وتوفي في 15 أبريل 2012 بسبب سرطان الحويصلة الصفراوية.